# Батури
Батури (фр. Batouri) — город на юго-востоке Камеруна. Административный центр одноимённой коммуны. Входит в состав департамента Кадеи Восточного региона страны. Второй по величине город региона после столицы Бертуа. Население — 33 594 человек (2012 год).

## География
Батури расположен на Южно-Камерунском плато на высоте около 653 метров. Расстояние до Бертуа (центр региона) составляет 90 километров. Город находится в 80 км от границы с Центрально-Африканской республикой.

## Население
По данным переписи 2005 года, население города составило 31 683 человека, в 2012 — 33 594 человека.

## Состав коммуны
Батури является центром одноимённой коммуны. В 2005 году её население составило 67 007 человек. Кроме города, в состав коммуны входят следующие населённые пункты:
- Акакеле
- Акоканг
- Амбанга
- Аменджоме
- Аноэ
- Бадонгуэ
- Бакомбеле[фр.]
- Бакомбо
- Ваньо Масса
- Ваньо 2
- Баринбанг
- Белибам
- Белингбанда
- Белита
- Били-Били
- Бонронгуэ
- Бугого
- Далиген
- Дем
- Димако[фр.]
- Дженге
- Джоэгэне
- Догбо
- Дубе
- Фио
- Гаджи
- Гаруа-Самбе
- Гбангари
- Хупи
- Ипа
- Кэди
- Камбеле[фр.]
- Колькеле
- Комбо-Амугу
- Конга
- Ломбая
- Тараре[фр.]
- Мбумама
- Намбало
- Нгариндембо
- Нгуинди
- Нколбомо
- Тассонго

## Города-побратимы
- Лешно, Польша[3]
- Дернем[нидерл.], Нидерланды

## Климат
Тип климата Батури — тропический климат саванн с сухой зимой — Aw по классификации климатов Кёппена.
| Показатель                                                                | Янв. | Фев. | Март  | Апр.  | Май   | Июнь  | Июль  | Авг.  | Сен.  | Окт.  | Нояб. | Дек.  | Год    |
| ------------------------------------------------------------------------- | ---- | ---- | ----- | ----- | ----- | ----- | ----- | ----- | ----- | ----- | ----- | ----- | ------ |
| Абсолютный максимум, °C                                                   | 30,9 | 32,1 | 31,6  | 31,1  | 30,2  | 28,6  | 27,4  | 27,4  | 28,3  | 28,9  | 29,5  | 29,3  | 29,6   |
| Средняя температура, °C                                                   | 23,7 | 25,4 | 25,8  | 25,5  | 24,9  | 23,8  | 23,1  | 23,2  | 23,6  | 23,9  | 23,9  | 23,1  | 24,2   |
| Абсолютный минимум, °C                                                    | 17,1 | 18,6 | 19,7  | 20,0  | 19,6  | 19,1  | 18,9  | 18,9  | 18,9  | 18,8  | 18,4  | 17,0  | 18,7   |
| Среднее число солнечных часов в месяц                                     | 172  | 171  | 173,7 | 187,3 | 202,2 | 154,3 | 118   | 99,8  | 125,3 | 151,7 | 186   | 175,7 | 1 917  |
| Среднее число дней с осадками                                             | 2    | 4    | 9     | 12    | 15    | 14    | 12    | 15    | 19    | 22    | 10    | 3     | 137    |
| Норма осадков, мм                                                         | 17,3 | 32,5 | 101,2 | 121,5 | 172,8 | 153,9 | 135,0 | 165,3 | 221,5 | 240,6 | 91,9  | 25,9  | 1479,4 |
| Источник: Национальное управление океанических и атмосферных исследований |      |      |       |       |       |       |       |       |       |       |       |       |        |